# Sladkorna pesa
Sladkorna pesa je kmetijska rastlina z veliko vsebnostjo saharoze v korenu, zaradi česar se komercialno goji za pridobivanje sladkorja. Gre za kultivar navadne pese (Beta vulgaris). Skupaj z rdečo peso in blitvo spada v podvrsto Beta vulgaris subsp. vulgaris. Najbližja divja sorodnica sladkorne pese je primorska pesa (Beta vulgaris subsp. maritima).

## Opis
Sladkorna pesa je dvoletna rastlina, ki v prvem letu rasti v zemlji oblikuje zadebeljen koren, v katerem nalaga sladkor, pridobljen s fotosintezo. Povprečna teža korena je med 0,5 in 1 kg. V drugem letu rastlina razvije cvetno steblo in seme. Sladkorna pesa je glede izbire tal precej zahtevna rastlina. Zanjo je primerna globoka, dobro strukturna odcedna podlaga z vsebnostjo humusa med 3 in 5% in pH vrednostjo med 6 in 7 pH.. Mesnati koren rastline je stožčaste oblike in vsebuje okoli 75 % vode, okoli 20 % sladkorja in okoli 5 % pulpe.. Iz ravne krone požene pritlehna listna rozeta. Listi so živo zelene barve in dosežejo višino okoli 35 cm.
Iz sladkorne pese pridobijo med 12 in 21 % sladkorja na skupno maso, odvisno od kultivarja in rastnih pogojev. Pulpo korena sestavljajo celuloza, hemiceluloza, lignin ter pektin, uporablja pa se za živalsko krmo. 
Sladkorna pesa je razširjena samo v zmerno toplem pasu.  

## Pridelava
Leta 2013 so bile največje pridelovalke sladkorne pese Rusija, Francija, ZDA, Nemčija in Turčija. V letih 2010 in 2011 Severna Amerika in Evropa nista pridelali dovolj sladkorne pese za lastne potrebe, zaradi česar sta bili odvisni od uvoza sladkorja. V letu 2009 je bilo v svetovnem merilu iz sladkorne pese pridobljenega 20 % pridelanega sladkorja.
| Mesto | Država                     | Pridelava (v milijonih ton) |
| ----- | -------------------------- | --------------------------- |
| 1     | Rusija                     | 51,36                       |
| 2     | Francija                   | 33,79                       |
| 3     | ZDA                        | 33,49                       |
| 4     | Nemčija                    | 25,50                       |
| 5     | Turčija                    | 19,46                       |
| 6     | Ukrajina                   | 14,01                       |
| 7     | Poljska                    | 13,52                       |
| 8     | Egipt                      | 13,32                       |
| 9     | Ljudska republika Kitajska | 8,09                        |
| 10    | Združeno kraljestvo        | 5,69                        |
| Total | World                      | 277.23                      |